# The World of Synnibarr
 (mai 2022).
Si vous disposez d'ouvrages ou d'articles de référence ou si vous connaissez des sites web de qualité traitant du thème abordé ici, merci de compléter l'article en donnant les références utiles à sa vérifiabilité et en les liant à la section « Notes et références ».
The World of Synnibarr est un jeu de rôle américain de science-fiction écrit par Raven McCracken et publié en 1991, puis dans le cadre d'une seconde édition, en janvier 1993 chez Wonderworld Press Inc.

## Univers
Le jeu se déroule dans un lointain futur. La Terre a été détruite et ses survivants se sont réfugiés sur Mars, qu'ils ont vidée pour en habiter l'intérieur et la transformer en vaisseau spatial géant. Ils ont renommé la planète Synnibarr. Cinquante mille ans plus tard, Synnibarr s'est stabilisée autour d'une étoile double et son extérieur comme son intérieur sont habités.

## Système de règles
The World of Synnibarr est présenté sous la forme d'un épais livre de 478 pages qui contient surtout des règles et des tableaux. Les personnages ont chacun une guilde (une classe de personnage) et un niveau d'expérience, et les règles permettent d'atteindre une puissance extrême. Les caractéristiques peuvent atteindre les dizaines de milliers, avec entre autres une arme, le Planet Smasher, qui peut appliquer 50 milliards de points de dégâts, et un matériau, le Midnight Sunstone, qui ne fond qu'à 195 millions de degrés Fahrenheit.

## Réception
The World of Synnibarr a reçu des critiques très négatives. Darren MacLennan, sur le site RPGnet, conclut sa critique incendiaire en l'appelant « l'antéchrist des jeux de rôle ». Plusieurs critiques parmi lesquels le magazine Casus Belli l'ont cité parmi les pires jeux de rôle de tous les temps. D'autres estiment qu'il réussit son objectif : proposer un jeu de rôle baroque avec des options très variées, des règles sur tout, et des parties épiques.